# Maurice André
Maurice André (Alès, 21 de maio de 1933 - Baiona, 25 de fevereiro de 2012) foi um trompetista francês, considerado um dos melhores trompetistas de música clássica do mundo. Morreu em 2012 aos 78 anos, na cidade basca de Baiona. 

## Prémios
- Concurso internacional de execução musical de Genebra